# 西尔镇
红岩乡，是中华人民共和国四川省阿坝藏族羌族自治州黑水县下辖的一个乡镇级行政单位。

## 行政区划
红岩乡下辖以下地区：
红岩村、云林寺村、俄恩村、白日村和布多村。